# Bogdan Nicolae
Gheorghe Bogdan Nicolae (n. 26 aprilie 1976, București, România) este un jucător de fotbal român retras din activitate. Ultima oară a jucat pentru Juventus București.